# 田島九兵衛
田島 九兵衛（たじま くへえ、文化4年（1807年） - 天保14年（1843年））は、江戸時代後期の一揆指導者。

## 経歴・人物
近江甲賀郡上野村（現：滋賀県甲賀市甲賀町上野）の人。
天保13年（1842年）、江戸幕府勘定方の市野茂三郎による検地増徴に反対し、野洲・甲賀・栗太3郡の農民約1万2000人が蜂起した近江天保一揆（甲賀一揆）を指導した一人である。一揆の際は旅館に入り、検地の帳簿を破毀すると告げた。検地は阻止されたが、同志の土川平兵衛らと共に捕えられ、江戸へ護送され獄死した。